# Карни, Джей
Джеймс «Джей» Карни (англ. James «Jay» Carney; род. 22 мая 1965, Вашингтон, округ Колумбия) — пресс-секретарь Белого дома с января 2011 года по июнь 2014 года. С 2008 по 2011 год руководил пресс-службой вице-президента США Джо Байдена. Ранее с 1988 по 2008 год работал в журнале Time: в 1990—1993 годах был московским корреспондентом издания, затем работал в журналистском пуле Белого дома, в 2003 году стал заместителем начальника, а в 2005 году — начальником вашингтонского бюро журнала.

## Биография
Джеймс «Джей» Карни родился 22 мая 1965 года в Вашингтоне, округ Колумбия, и рос в штате Вирджиния). Он окончил в 1983 году школу в Лоренсвилле, штат Нью-Джерси. Высшее образование Карни получил в Йельском университете, где был автором университетского студенческого журнала The New Journal. Летом 1986 года он стажировался в журнале Time, а вторую половину года учился по студенческому обмену в Ленинграде (по данным одной из биографий, в Ленинградском государственном университете). Сообщалось, что Карни свободно владеет русским языком.
В 1987 году Карни окончил Йель со степенью бакалавра, специализировавшегося на изучении России и Восточной Европы, и поступил на работу репортёром в газету Miami Herald. Годом спустя он стал начальником бюро Time в Майами, освещал визит Михаила Горбачёва на Кубу и вторжение США в Панаму. В 1990 году Карни был назначен собственным корреспондентом издания в Москве, где писал о распаде СССР и реформах Бориса Ельцина.
После возвращения в США в 1993 году Карни вошёл в журналистский пул Белого дома, когда его занимали Билл Клинтон и Джордж Буш-младший. В 2003 году Карни получил журналистскую награду Фонда Джеральда Форда (англ. Gerald R. Ford Presidential Foundation) и был назначен заместителем начальника, а в 2005 году — начальником вашингтонского бюро журнала Time, выступал на CNN с политическими комментариями. Также он вёл политический блог Swampland на сайте Time.
В 2008 году Карни был руководителем группы корреспондентов Time, освещавших избирательную кампанию кандидата в президенты от Демократической партии США Барака Обамы. После того как в ноябре Обама одержал победу на выборах, Карни был назначен пресс-секретарем нового вице-президента, Джо Байдена. 5 января 2011 года стало известно, что пресс-секретарь Белого дома Роберт Гиббс уходит в отставку. В конце того же месяца новым главой своей пресс-службы Обама, по рекомендации Байдена, назначил Карни. Пресса отмечала, что в отличие от Гиббса, Карни никогда не был приближенным Обамы.
30 мая 2014 года Президент США Барак Обама объявил о назначении на должность пресс-секретаря Белого дома Джоша Эрнеста.
Карни женат. Его супруга, Клер Шипмэн (англ. Claire Shipman) работает корреспондентом телекомпании ABC. У них есть сын Хьюго Джеймс (англ. Hugo James, 2001 года рождения) и дочь Делла Клер (англ. Della Claire, 2005 года рождения).